# Davide Cavuti
Davide Cavuti (Uzwil, 18 novembre 1972) è un compositore, regista e ingegnere italiano.

## Biografia
Cresciuto a Francavilla al Mare (dove ha frequentato tutte le scuole) e laureatosi in Ingegneria elettrica all'Università degli Studi dell'Aquila, Davide Cavuti è, inoltre, un musicista e compositore di colonne sonore cinematografiche e per il teatro per registi quali Michele Placido, Pasquale Squitieri, Giorgio Albertazzi, Arnoldo Foà, Lino Guanciale, Daniele Vicari.
Nel 2009 debutta sul grande schermo componendo il brano Il grido per la colonna sonora del film Il grande sogno di Michele Placido. 
Nel 2010 partecipa alla realizzazione della colonna sonora del film Vallanzasca - Gli angeli del male per la regia di Michele Placido, presentato fuori concorso alla 67ª Mostra internazionale d'arte cinematografica di Venezia.
Nel 2012 firma la colonna sonora del film Itaker - Vietato agli italiani di Toni Trupia con Francesco Scianna e Michele Placido, ricevendo il premio speciale per la colonna sonora al Premio Roma Videoclip 2013.
Nello stesso anno è autore del testo e della musica originale della canzone Madre Luce, incisa da Katia Ricciarelli.
Per Giorgio Albertazzi è autore delle musiche originali di numerosi spettacoli e recital tra i quali Serata d'Onore, Galeotto fu Dante, Prima che il sogno..., Artisti e libertari con D’Annunzio a Fiume, Amleto e altre storie, Il Mercante di Venezia, Miti ed Eroi.
Nel 2014 compone per la colonna sonora del film L'altro Adamo di Pasquale Squitieri con Lino Capolicchio, presentato alla 9ª edizione della Festa del Cinema di Roma.
Nel 2016 ha diretto il film biografico Un'avventura romantica con Michele Placido, Edoardo Siravo, Lino Guanciale, Debora Caprioglio presentato allo Spazio FEdS della 73ª Mostra internazionale d'arte cinematografica di Venezia, ricevendo il Premio Flaiano per la regia.
Sempre nel 2016 firma le musiche originali e la regia di Da Shakespeare a Pirandello, spettacolo teatrale con protagonista Giorgio Pasotti.
Il 23 dicembre 2016 pubblica il progetto discografico-editoriale Vitae dedicato alle città dell’Aquila e di Amatrice, presentando il disco in cui firma i testi e le musiche originali interpretati da molti attori del cinema e del teatro italiano quali Giorgio Albertazzi, Luca Argentero, Paolo Bonacelli, Mariangela D'Abbraccio, Arnoldo Foà, Paola Gassman, Vanessa Gravina, Alessandro Haber, Maria Rosaria Omaggio, Ugo Pagliai, Giorgio Pasotti, Michele Placido, Violante Placido, Alessandro Preziosi, Edoardo Siravo, Caterina Vertova..
Nell'estate del 2017 firma le musiche originali e la regia di Itaca, spettacolo teatrale con protagonista Lino Guanciale.
Sempre nel 2017, dirige il documentario Preghiera con Paola Gassman, Lino Guanciale, Ugo Pagliai, Michele Placido, Edoardo Siravo presentato alla 74ª Mostra internazionale d'arte cinematografica di Venezia, ispirato alla prima traccia del disco Vitae.
Nel 2018 è autore e interprete, insieme con Lino Guanciale, del recital I sognatori hanno i piedi poggiati sulle nuvole prodotto dal Teatro Argentina di Roma.
Nel 2019 compone le musiche dello spettacolo È questa la vita che sognavo da bambino? per la regia di Edoardo Leo con protagonista Luca Argentero. Sempre nel 2019 ha scritto e diretto il film biografico Lectura Ovidii con Michele Placido, Pino Ammendola, Lino Guanciale presentato in prima mondiale all’ICFF di Toronto dove riceve il premio "Award of Excellence" accanto al Premio Oscar Nick Vallelonga e successivamente alla 76ª Mostra internazionale d'arte cinematografica di Venezia. 
Sempre nel 2019 pubblica il libro Le vite con la prefazione di Michele Placido e la postfazione di Lino Guanciale.
Nel 2020, è in scena accanto a Michele Placido nello spettacolo Amor y Tango, in prima nazionale al Teatro Franco Parenti di Milano; firmando le musiche e l'ideazione; compone, inoltre, le musiche originali degli spettacoli La bimba col megafono di e con Anna Foglietta, Lo zingaro di e con Marco Bocci e scrive la musica originale dello spettacolo Hamlet da William Shakespeare con Giorgio Pasotti e Mariangela D'Abbraccio.
Ad agosto del 2020, firma le musiche e la regia dello spettacolo Non svegliate lo spettatore con Lino Guanciale, ispirato alla vita dello sceneggiatore Ennio Flaiano.
Nel 2021, ha scritto e diretto il film biografico Un marziano di nome Ennio interpretato da Massimo Dapporto, Michele Placido, Lino Guanciale e presentato alla 78ª Mostra internazionale d'arte cinematografica di Venezia, ricevendo il Premio Giornata mondiale del cinema italiano alla Camera dei deputati, risultando finalista ai Nastri d'argento e vincendo il suo secondo Premio Flaiano per la regia, il soggetto e la sceneggiatura.
Nel 2022, ha scritto e diretto lo spettacolo Donne vestite di sole interpretato da Anna Foglietta e firmato la regia e le musiche originali dello spettacolo L’ultima notte di Bonfiglio Liborio tratto dal romanzo Vita, morte e miracoli di Bonfiglio Liborio di Remo Rapino, vincitore del Premio Campiello, che ha debuttato al Teatro Marrucino di Chieti.
Ha composto le musiche tradizionali originali del film Orlando, regia di Daniele Vicari, che ha ricevuto una nomination alla migliore colonna sonora ai Nastri d'argento 2023.
Nel 2024, ha firmato il testo, la musica e la regia dello spettacolo Io, il cinema e la poesia interpretato da Giancarlo Giannini.
Nel 2025, ha scritto e diretto lo spettacolo Il mio nome è Tango, ispirato alla drammatica vicenda dei desaparecidos argentini, interpretato da Giorgio Pasotti, Pino Ammendola, in anteprima nazionale alla Stagione di Prosa del Teatro Marrucino.
Sempre nel 2025, è co-autore del soggetto e ha composto la colonna sonora del docufilm La conversazione ritrovata (Giuseppe Rosato intervista Ennio Flaiano).
È direttore del Centro Studi Nazionale Alessandro Cicognini (CRESNAC), istituzione di musica applicata alle immagini che divulga le opere del celebre compositore di musiche da film Alessandro Cicognini.
Parallelamente all'attività artistica, in qualità di ingegnere, ha ricoperto il ruolo di production manager in varie aziende multinazionali e, dal 2018, è direttore della Società Italiana della Scienza e dell'Ingegneria presieduta dallo scienziato Antonino Zichichi e docente del corso professionalizzante di Elementi di Ingegneria del miglioramento continuo all'Università degli Studi dell'Aquila.

## Filmografia parziale

### Compositore
- Il grande sogno, regia di Michele Placido (2009)
- Vallanzasca - Gli angeli del male, regia di Michele Placido (2010)
- Stupor del mondo, regia di Michele Placido - documentario (2011)
- Itaker - Vietato agli italiani, regia di Toni Trupia (2012)
- Il silenzio di Lorenzo, regia di Nicola Acunzo - cortometraggio (2012)
- Virinoj, regia di Rodolfo Martinelli (2012)
- Viaggio al cuore della vita, regia di Michele Placido (2012)
- Four Senses, regia di Rüdiger von Spies (2013)
- In nome del figlio, regia di Pasquale Squitieri (2014)
- L'altro Adamo, regia di Pasquale Squitieri (2014)
- Pasolini sul set - documentario (2015)
- Una famigliAnormale, regia di Micol Olivieri - serie TV (2015)
- Posso vivere senza di te, regia di Matteo Veleno (2015)
- Un'avventura romantica, regia di Davide Cavuti (2016)
- Cambio destinazione d'uso, regia di Edoardo Siravo (2016)
- Preghiera, regia di Davide Cavuti (2017)
- Locked, regia di Marco Caldarelli (2017)
- L'incredibile storia della signora del terzo piano, regia di Isabel Russinova (2017)
- Ménage, regia di Angelo Maresca (2018)
- Lectura Ovidii, regia di Davide Cavuti (2019)
- Preghiera per la vita, documentario (2020)
- Il paese dagli sguardi negati, documentario (2020)
- Padre mio, regia di Antonio D’Ottavio (2021)
- Butterfly29, regia di Milo Vallone (2021)
- I sogni degli altri, regia di Pino Ammendola (2021)
- Gli occhi di Liborio di Remo Rapino (2021)
- Tutti per Nino... Nino per tutti - documentario (2021)
- Un marziano di nome Ennio, regia di Davide Cavuti (2021)
- La magia di Monica a cura del Centro Sperimentale di Cinematografia (2022)
- Oltre il confine, regia di Davide Cavuti (2022)
- È questa la vita che sognavo da bambino?, di e con Edoardo Leo, Luca Argentero (2022)[63]
- Prosa - documentario (2022)[64]
- Orlando, regia di Daniele Vicari (2022)
- Mondo Loren, a cura del Centro Sperimentale di Cinematografia (2023)
- La ricerca e la cura - documentario (2023)
- Nelle scarpe di Dora, di Alessandro D'Ambrosi (2024)
- La conversazione ritrovata, di Matteo Veleno (2025)

### Regista
- Un'avventura romantica (2016)
- Preghiera - cortometraggio documentario (2017)
- Lectura Ovidii (2019)
- Il paese dagli sguardi negati - cortometraggio documentario (2020)
- Preghiera per la vita - cortometraggio documentario (2020)
- Un marziano di nome Ennio (2021)
- Oltre il confine - cortometraggio documentario (2022)

## Teatro parziale

### Colonna sonora
- Quaderni Siloniani, spettacolo teatrale di e con Arnoldo Foà (2004)
- La donna vestita di sole, spettacolo teatrale di e con Caterina Vertova (2004)
- La ballata dell'arte, spettacolo teatrale di e con Michele Placido (2005)
- Il sogno di Weimar, spettacolo teatrale di e con Paolo Bonacelli (2005)
- Tango Destierros, di e con Edoardo Siravo (2005)
- Popoli del mondo, spettacolo teatrale di e con Ugo Pagliai, Cecilia Gasdia (2005)
- Le stanze dell'arcobaleno, spettacolo teatrale di e con Flavio Bucci (2006)
- Mille metri sotto terra, verso Marcinelle, spettacolo teatrale di e con Milo Vallone (2006)
- Parole di donne, spettacolo teatral-musicale di e con Maria Rosaria Omaggio (2006)
- Madre, spettacolo teatrale di e con Arnoldo Foà, Caterina Vertova (2006)
- Fra... intendimenti d'amore, spettacolo teatrale di e con Edoardo Siravo e Vanessa Gravina (2007)
- La memoria di un sorriso, spettacolo teatrale di e con Arnoldo Foà (2007)
- Tango - Vuelvo al amor, spettacolo teatral-musicale di e con Alessandro Haber (2007)
- Galeotto fu Dante, spettacolo teatrale di e con Giorgio Albertazzi (2008)
- Il mare e altro, spettacolo teatrale di e con Giorgio Albertazzi, Michele Placido (2008)
- Arbiter, di e con Michele Placido e con Giancarlo Giannini, Arnoldo Foà (2009)
- I fatti di Fontamara, spettacolo teatrale di Michele Placido con Lino Guanciale, Francesco Montanari (2009)
- Conscientia, spettacolo teatrale di e con Giorgio Albertazzi, Michele Placido (2009)
- Amore cosmico, spettacolo teatrale di e con Ugo Pagliai (2010)
- Prima che il sogno..., spettacolo teatrale di e con Giorgio Albertazzi (2010)
- Un incontro tra cinema e teatro, spettacolo di e con Michele Placido (2010)
- I grandi figli d’Abruzzo, spettacolo teatrale di e con Giuseppe Pambieri (2010)
- La via del Gran Sasso, spettacolo teatrale di e con Alessandro Haber (2010)
- Laus Mari, spettacolo teatral-musicale di e con Michele Placido, Kim Rossi Stuart, Katia Ricciarelli (2010)
- Amleto e altre storie, spettacolo teatrale di e con Giorgio Albertazzi (2011)
- Così è (se vi pare) di Luigi Pirandello, spettacolo teatrale di Michele Placido (2012)
- Viaggio al cuore della vita: un itinerario d’amore, di Tomangelo Cappelli con Katia Ricciarelli (2012)
- Io ho quel che ho donato, spettacolo teatrale di e con Giorgio Albertazzi (2013)
- Lo Sfascio - spettacolo teatrale, regia di Saverio Di Biagio e Gianni Clementi, con Nicolas Vaporidis, Augusto Fornari (2013)
- Il mercante di Venezia di William Shakespeare, con Giorgio Albertazzi (2014)
- Lezione a teatro, spettacolo teatrale di e con Edoardo Siravo (2014)
- Miti ed Eroi, spettacolo teatrale di e con Giorgio Albertazzi (2014)
- Recital, di e con Lino Guanciale (2015)
- Il Vantone di Pier Paolo Pasolini, spettacolo teatrale di e con Ninetto Davoli, Edoardo Siravo, Gaetano Aronica (2015)
- L'amor che move, recital teatral-musicale di e con Paola Gassman (2015)
- Sciuscià e altre storie, spettacolo teatral-musicale di e con Michele Placido (2016)
- Da Shakespeare a Pirandello, spettacolo teatrale di e con Giorgio Pasotti (2016)
- Ritratti d'autore, spettacolo teatrale di e con Lino Guanciale (2017)
- Forza, il meglio è passato, spettacolo teatrale con Giorgio Pasotti (2017)
- Amores, di e con Edoardo Siravo, Debora Caprioglio (2017)
- Itaca, spettacolo teatrale con Lino Guanciale (2017)
- Parole d'amore, spettacolo teatrale di e con Ugo Pagliai (2017)
- I sognatori hanno i piedi poggiati sulle nuvole, spettacolo teatrale con Lino Guanciale - Teatro Argentina di Roma (2018)
- L’ora di legalità, spettacolo teatrale con Giorgio Pasotti (2018)
- Che amarezza, spettacolo teatrale di e con Antonello Fassari (2018)
- Ingenio meo comitor, di Ovidio, con Lino Guanciale (2018)
- Sole lucente, cine-concerto di Davide Cavuti, con Antonella Ruggiero (2018)
- Itaca... il viaggio, spettacolo teatrale con Lino Guanciale (2018)
- Chiare fresche e dolci acque, di e con Edoardo Siravo, Paola Quattrini (2018)
- Tango y Amor, spettacolo teatrale di e con Ugo Pagliai (2019)
- Serata romantica, spettacolo teatrale di e con Michele Placido (2019)
- Il Piacere, di Gabriele D'Annunzio, con Debora Caprioglio (2019)
- Sogna mia cara anima, spettacolo teatrale di e con Ugo Pagliai e Paola Gassman (2019)
- La notte dei poeti, spettacolo teatrale di e con Michele Placido e Brenno Placido (2019)
- Tramontata è la luna, recital poetico-musicale di e con Paola Gassman (2019)
- È questa la vita che sognavo da bambino?, spettacolo teatrale di Edoardo Leo e con Luca Argentero (2019)
- Lettera da una sconosciuta di Stefan Zweig, prodotto dal Teatro Eliseo di Roma (2020)
- Hamlet di William Shakespeare, regia di Francesco Tavassi con Giorgio Pasotti, Mariangela D'Abbraccio (2020)
- Amor y Tango, spettacolo teatrale di e con Michele Placido e Davide Cavuti (2020)
- La bimba col megafono, spettacolo teatrale di Anna Foglietta e Marco Bonini e con Anna Foglietta (2020)
- Lo zingaro, spettacolo teatrale di e con Marco Bocci (2020)
- Non svegliate lo spettatore, regia di Davide Cavuti con Lino Guanciale (2020)
- Raffaello e la Fornarina, spettacolo teatrale di Giovanni Montanaro, con Francesco Montanari (2021)
- In viaggio con Dante, spettacolo teatrale di e con Michele Placido e Davide Cavuti (2021)
- Recital, di e con Ugo Pagliai e Paola Gassman (2021)
- L'uomo più crudele del mondo, di Davide Sacco e con Lino Guanciale e Francesco Montanari (2022)
- Locos por el fútbol, di e con Federico Buffa, Carlo Pizzigoni (2022)
- Il ritorno del Duca, di e con Michele Placido, Alessandro Haber (2022)
- L'ultima notte di Bonfiglio Liborio, di Remo Rapino (2022)
- Donne vestite di sole, di Davide Cavuti e Anna Foglietta (2022)
- Napoleone. La morte di Dio, di Davide Sacco e con Lino Guanciale (2023)
- Pagine di scrittori abruzzesi, da Ignazio Silone e Gabriele D'Annunzio, di e con Giancarlo Giannini (2023)
- Storie di sport: Pelè-Garrincha-Zico, di e con Federico Buffa (2023)
- Fresche le mie parole ne la sera, da Gabriele D'Annunzio, di e con Michele Placido (2023)
- Sesto potere, di Davide Sacco e con Francesco Montanari (2024)
- Buonanotte, mamma, di Marsha Norman e con Marina Confalone e Mariangela D'Abbraccio (2024)
- Una mente nuova, di e con Antonino Tamburello (2024)
- Una vita sullo schermo, di e con Ezio Greggio (2024)
- Io, il cinema e la poesia, di e con Giancarlo Giannini (2024)
- Dialoghi di Pace, di e con Michele Placido, Giorgio Pasotti e Davide Cavuti (2024)
- Il medico dei maiali, di Davide Sacco e con Luca Bizzarri e Francesco Montanari (2025)
- Tango Y Amor, di e con Michele Placido e Davide Cavuti (2025)
- Il vedovo, di e con Massimo Ghini (2025)
- Recital, di e con Giancarlo Giannini e Davide Cavuti (2025)
- La fabbrica degli innocenti, di e con Gianluigi Nuzzi (2025)
- Il mio nome è Tango, di Davide Cavuti (2025)

## Libri
- 2003 -  Retrato de Tango[65], Artango.
- 2019 -  Le vite (Prefazione di Michele Placido e Postfazione di Lino Guanciale), SL Editore, ISBN 979-12-200-4675-6.
- 2021 -  Elementi di Ingegneria del miglioramento continuo, Bioritmo Edizioni, ISBN 979-12-20-085960.
- 2022 -  Alessandro Cicognini e la musica sacra, Centro Ricerche e Studi Nazionale Alessandro Cicognini, ISBN 979-12-20-085977.
- 2023 -  Questo amore purissimo, ICFF Books, ISBN 979-12-20-095594.
- 2024 -  Ritratto di Alessandro Cicognini, Cresnac, ISBN 9-791221-037159.
- 2025 -  Il mio nome è Tango (Prefazione di Remo Rapino), Cresnac, ISBN 979-12-210-3716-6.

## Discografia parziale

### Album
- 1997 - Acordéon J
- 2008 - Tango or not Tango (con Paolo di Sabatino)
- 2008 - Themes (con Le Grand Tango Ensemble)
- 2009 - Il Grido Film (come Davide Cavuti Ensemble)
- 2011 - Suite (come Davide Cavuti Ensemble)
- 2013 - In scena
- 2014 - I capolavori di Alessandro Cicognini
- 2016 - Vitae
- 2022 - Un marziano di nome Ennio Colonna sonora

### Singoli
- 2011 - Antonella Ruggiero in Stupor del mondo (autore della musica)
- 2011 - Iva Zanicchi in Milango (co-autore del testo)
- 2012 - Miriam Foresti in Rosmunda (autore del testo e della musica)
- 2012 - Katia Ricciarelli in Madre Luce (autore del testo e della musica)
- 2014 - Ottavia Fusco in So goodbye (autore della musica)
- 2017 - Pietra Montecorvino in Via da qui (autore del testo e della musica)
- 2020 - Anna Foglietta in Si può cambiare (autore della musica)

### Partecipazioni
- 2010 - Voices album di Paolo di Sabatino[66] con Fabio Concato, Peppe Servillo, Iva Zanicchi, Gino Vannelli
- 2012 - Giverny album di Grazia Di Michele[67]
  - La luna balla il tango (interpretato da Grazia Di Michele e con Paolo di Sabatino Trio)
  - Passo a due (interpretato da Grazia Di Michele e con Paolo di Sabatino Trio)
- 2018 - Taleia album di Franco Finucci[68] (nel brano Tango de vita con Stefano Di Battista e Franco Finucci Quartet)
- 2018 - Quando facevo la cantante raccolta di Antonella Ruggiero[69] (nel quinto disco Il Sacro e il Classico, pubblicato da Liberamusic)

## Riconoscimenti
- Nastro d'argento
  - 2022 – Nastri d'argento Finalista per Un marziano di nome Ennio[70]
  - 2023 – nomination alla migliore colonna sonora per Orlando
- Premio Flaiano
  - 2017: “Pegaso d’oro” per la regia del film Un'avventura romantica[71]
  - 2022: “Pegaso d’oro” per il soggetto, la sceneggiatura e la regia del film Un marziano di nome Ennio
- Premio Giornata mondiale del cinema italiano[46] - Camera dei deputati
  - 2021: per la regia di Un marziano di nome Ennio
- Premio Carlo Savina
  - 2017: per la musica da film[72][73]
- Italian Contemporary Film Festival (ICFF) di Toronto
  - 2019: Award of Excellence[74]
  - 2023: "Cinema and Literature Award" Toronto[75] per l'opera su Flaiano e per il libro Questo amore purissimo
- Premio Roma Videoclip
  - 2013: migliore colonna sonora della stagione per Itaker - Vietato agli italiani
  - 2014: Special Award per So goodbye, canzone originale del film L'altro Adamo[76]
- Università degli Studi dell'Aquila
  - 2019: “Targa Università degli Studi dell'Aquila” per il suo contributo all'Ingegneria e all'Arte[77]
- Premio Gianni Di Venanzo
  - 2021: per la regia di Un marziano di nome Ennio
  - 2022: per il docufilm Oltre il confine[78]

Altri riconoscimenti
- 2010: “Targa Città di Francavilla al Mare”, per aver contribuito alla crescita culturale della città[79]
- 2011: “Premio Internazionale Dante Alighieri”[79]
- 2012: “Premio Nino Dale”[80]
- 2013: “Premio Signora Cristina” – Casa Guareschi, Busseto[81]
- 2016: “Premio Arbiter” per la colonna sonora del film Un'avventura romantica[82]
- 2018: “Premio Ovidio Giovani”[83]
- 2018: “Targa Consiglio regionale dell'Abruzzo” per la valorizzazione dei personaggi e dei luoghi dell’Abruzzo[84]
- 2018: “Art Nicomedia Mention Award” menzione speciale "Izmit International Film Festival" (Turchia) per la regia di Preghiera[85]
- 2018: “Identitas Premio Nazionale per la Cultura” per la regia di Preghiera[86]
- 2019: “Special Award” all’Adriatic Film Festival[87]
- 2020: “Special Award” al “Premio Ovidio Giovani” per la regia del film Lectura Ovidii
- 2020: “Targa Città di Sulmona” per l’impegno profuso nella diffusione della cultura ovidiana nel mondo[88]
- 2022: Premio Giuseppe Dell’Orefice per la musica[89]
- 2024: Premio Magia nel Cinema[90]
- 2024: Premio Nòbbele d’Abruzzo[91]

## Onorificenze
Cittadinanza onoraria della città di Vacri, su iniziativa del Consiglio comunale straordinario del 3 febbraio 2025.